# Hilarius van Poitiers
Hilarius van Poitiers of Sint-Hilarius (Pictavium, nu Poitiers,  ca. 315 – aldaar, 1 november 367), in de toenmalige westelijke kerktaal het Latijn Hilarius Pictaviensis, was een kerkvader en kerkleraar. Hij was de belangrijkste theoloog van het Westen in de 4e eeuw. Zijn geschriften vormen de oudste christelijke literatuur in Gallië.
Hilarius was geboortig uit een aanzienlijk geslacht en genoot een goede opleiding, waarbij hij ook Grieks leerde. Na studie van het Oude en het Nieuwe Testament verruilde hij zijn neoplatonistische levensbeschouwing voor het christendom. Samen met zijn vrouw en dochter liet hij zich dopen, en Hilarius werd omstreeks 350, ofschoon gehuwd, door de geestelijkheid en het volk tot bisschop van Poitiers gekozen. Dat bracht met zich mee dat hij gescheiden ging leven van zijn vrouw.
In die periode was het arianisme een belangrijke levensbeschouwelijke stroming. Ook de keizer van het West-Romeinse Rijk, Constantius II, was het arianisme vriendelijk gezind. Hilarius verzette zich tegen de door de keizer geëiste veroordeling van kerkvader Athanasius en daarmee van de geloofsbelijdenis van Nicea, waaraan andere Gallische bisschoppen meededen, en werd daarom naar Klein-Azië verbannen (356–359). In deze periode schreef hij zijn hoofdwerk, De Trinitate ('Over de Drievuldigheid'). In zijn De synodis seu de fide orientalium ('Over de synoden of de geloofstrouw van de Oosterse bisschoppen') gaf hij daar een historische toelichting bij.
In het Griekse Oosten geraakte hij nog veel beter thuis in de christologische strijd en deze zette hij, in 360 teruggekeerd, in Gallië voort, in de eerste plaats tegen Saturninus van Arles op een synode te Parijs (361) en enige jaren later – met weinig onmiddellijk succes – tegen Auxentius van Milaan.
Hilarius’ commentaren op het evangelie van Matteüs en de Psalmen zijn specimina van allegorese, tekstverklaring met behulp van allegorie. Een samenvattende beschouwing over de christelijke voorafbeeldingen in het Oude Testament gaf hij in zijn traktaat De Mysteriis ('Over de Mysteriën'). Waarschijnlijk geïnspireerd door wat hij in de Oosterse Kerken aan gemeentezang had gehoord, schreef hij als eerste een aantal christelijke Latijnse hymnen. Een drietal hymnen wordt volgens de huidige stand van de wetenschap met grote waarschijnlijkheid aan Hilarius toegeschreven, bij andere is dat niet meer het geval. Daarvoor is de schrijversnaam 'Pseudo-Hilarius' in gebruik.
In 1851 werd deze 'Athanasius van het Westen' door paus Pius IX tot doctor ecclesiae uitgeroepen. Zijn feestdag als heilige wordt gevierd op 13 januari, eertijds 14 januari.
Hilarius van Poitiers is ook patroonheilige van het Vlaams-Brabantse dorp Bierbeek. 

## Werken

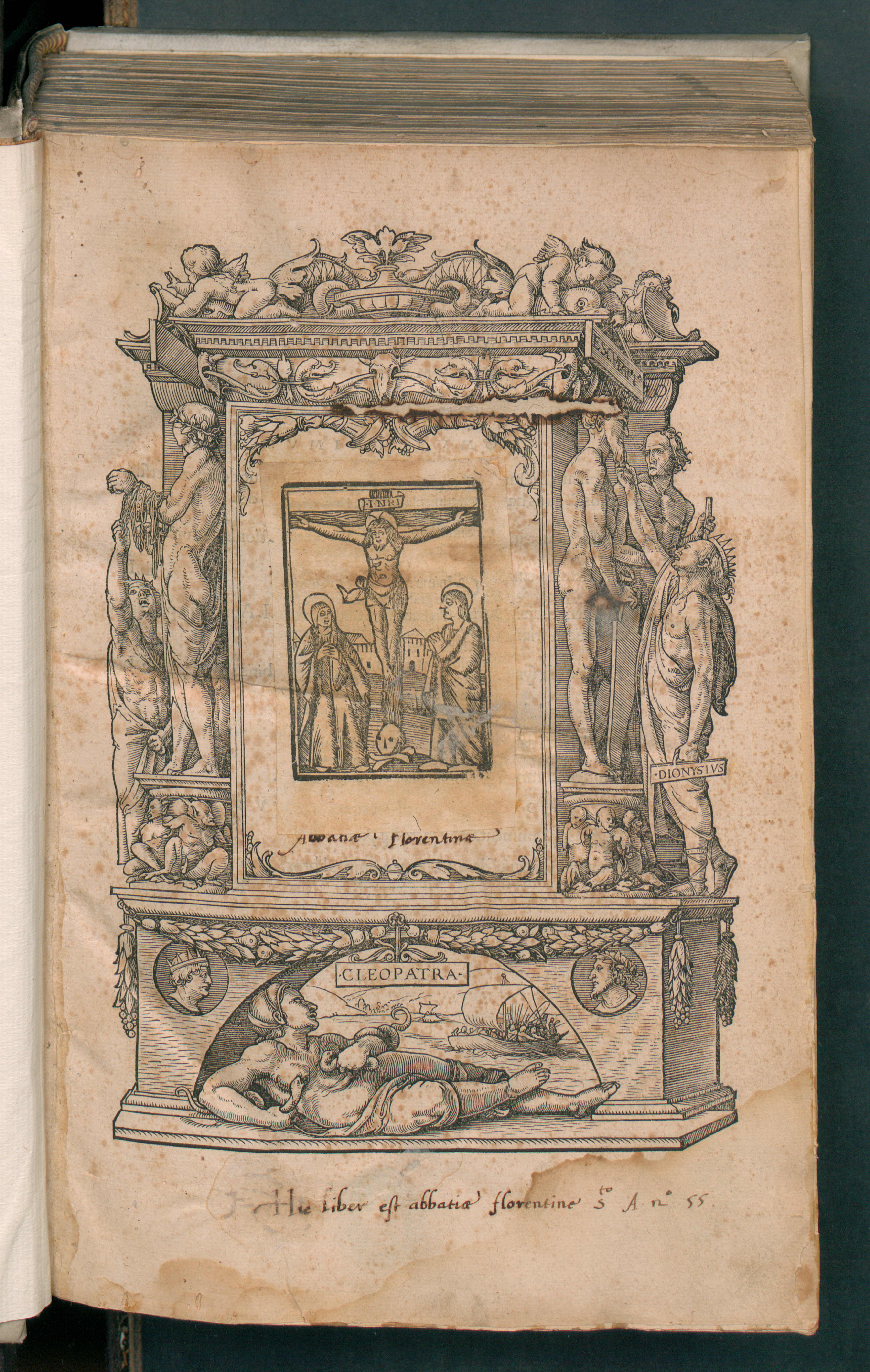
Lucubrationes, 1523

De werken van Hilarius worden uitgegeven in een kritische wetenschappelijke editie door uitgeverij Brepols in Turnhout in het Corpus Christianorum: 
- Tractatus super Psalmos. I-III (1997-2009)
- De Trinitate. I-II (1979-1980)
- Jacques Paul Migne, Patrologia Latina, 9–10 (1845, herdruk 1994)
- Corpus Scriptorum Ecclesiasticorum Latinorum 65: Hilarius Pictaviensis, Tractatus mysteriorum, Fragmenta, Ad Constantium Imperatorem, Hymni; Pseudo-Hilarius, Epistula ad Abram filiam, Hymni (ed. A. Feder). Wenen, Österreichische Akademie der Wissenschaften, 1916

Vertalingen
- W.N. Myers, The hymns of St. Hilary of P. in the codex aretinus (1928)
- J.P. Brisson, Traité des mystères, in: Sources chrétiennes, 19 (1947)
- J. Doignon, Sur Matthieu, in: Sources chrétiennes, 254 en 258 (1978 en 1979)
- In het Nederlands verschenen slechts enkele vertaalde fragmenten in tijdschriften